# Drosophila fulvimaculoides
Drosophila fulvimaculoides är en tvåvingeart som beskrevs av Wasserman och Wilson 1957. Drosophila fulvimaculoides ingår i släktet Drosophila och familjen daggflugor.
Artens utbredningsområde är Costa Rica, Nicaragua och El Salvador.